# Milagro del sol

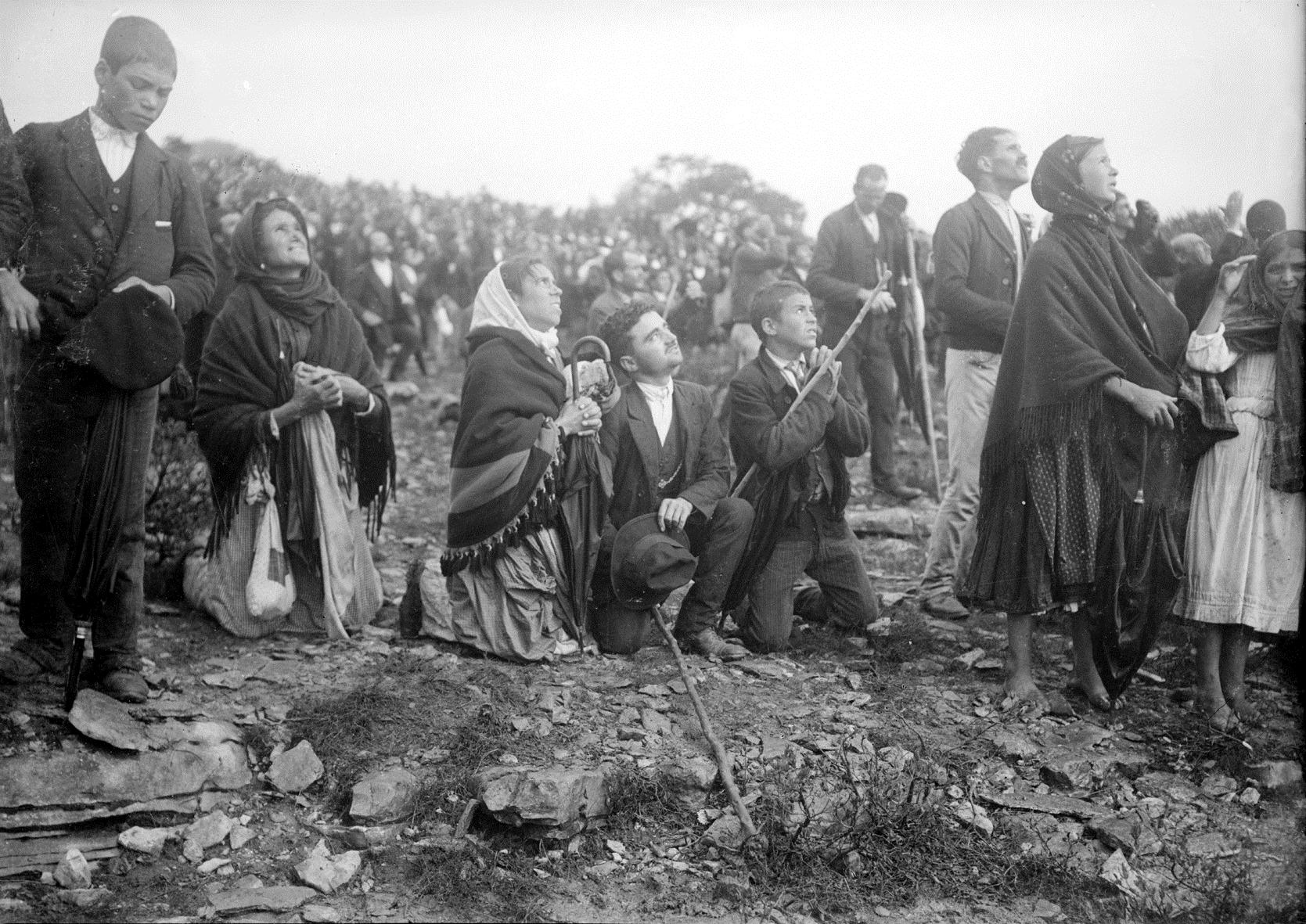
Fotografía de personas mirando al sol durante el evento, el 13 de octubre de 1917. La imagen fue tomada por Judah Ruah, fotógrafo del diario O Seculo y publicada por Ilustração Portugueza el 29 de octubre de 1917

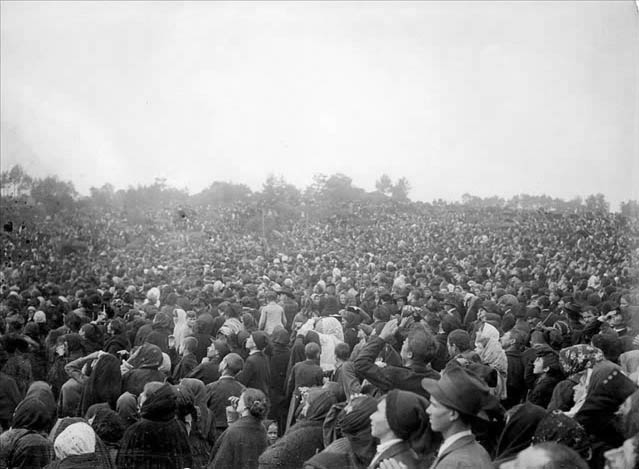
La multitud reunida en Fátima durante el «Milagro del sol»

El Milagro del sol (en portugués: Milagre do Sol), también conocido como Milagro de Fátima, fue un evento ocurrido el 13 de octubre de 1917 cuando una muchedumbre se reunió en Cova da Iria, cerca de la localidad portuguesa de Fátima, en respuesta a una profecía hecha por tres niños pastores, Lucía dos Santos, Francisco Marto y Jacinta Marto, para contemplar el sol. La profecía predecía que la Virgen María, conocida aquí bajo la advocación de Nuestra Señora del Rosario de Fátima, aparecería y realizaría milagros en la fecha señalada. Un gran número de personas que acudieron al lugar dijeron haber presenciado actividades solares extraordinarias, como ver al sol «danzar» o «zigzaguear», girar hacia la Tierra o emitir luz multicolor y colores radiantes. Según los informes, estos supuestos eventos habrían durado unos diez minutos, aunque muchos otros presentes dijeron no haber visto nada y la única fotografía del sol realizada ese día tampoco muestra nada inusual.
Debido a que varias decenas de miles de personas, incluidos numerosos periodistas, fotógrafos y personas ateas y escépticas, acudieron a presenciar el profetizado suceso, este ha sido objeto de numerosos análisis. En términos científicos, los conocimientos actuales en astrofísica descartan la posibilidad de que el sol pudiera tener tal comportamiento y en todo caso, de haber sucedido, este fenómeno se habría tenido que ver en muchos otros lugares del mundo. Por otro lado, se subraya la posibilidad de que aquellos que dijeron haber visto «fenómenos extraordinarios» pudiera deberse a efectos ópticos producto de una exposición prolongada de la vista al sol u otros fenómenos atmosféricos. Algunos análisis críticos desde el punto de vista sociológico y teológico se han centrado en que no todos los presentes contemplaron el suceso y que aquellos que dijeron haberlo visto narraban relatos inconsistentes y contradictorios, o simplemente «vieron lo que querían ver».

## Historia
Según el testimonio de los niños, las apariciones marianas comenzaron el 13 de mayo de 1917. La situación política en Portugal en ese momento se caracterizaba por fuertes tensiones en el plano religioso tras la reciente revolución de 1910 y los intentos de secularización del Estado y la sociedad. En parte debido a ello, se produjo una avalancha de artículos en la prensa portuguesa durante las semanas posteriores a las primeras apariciones en Fátima –la primera aparición se produjo cinco meses antes del milagro–. Las reseñas en esos meses previos se caracterizaron por ser muy entusiastas o muy críticas con los sucesos, desde artículos de gran devoción y alabanzas a la Virgen María, hasta artículos que hablaban de que todo lo concerniente a las apariciones de Fátima era un fraude. A nivel científico, las supuestas apariciones no despertaron interés y no fueron objeto de estudio hasta varias décadas después. Algunos periódicos guardaron silencio sobre las apariciones para evitar difundir lo sucedido, mientras que los periódicos católicos tampoco informaron del suceso hasta meses después, ya fuera por temor a un fiasco, falta de interés o miedo a que la Iglesia saliera desacreditada. Una parte significativa de la jerarquía católica también dudaba por entonces de la veracidad de las apariciones y pensaba que era simple superchería. Debido a esto, muy pocos clérigos estuvieron presentes el 13 de octubre y numerosos sacerdotes se mostraron relativamente críticos con los testimonios recogidos.
Una vez sucedido el evento, el obispo local abrió una investigación canónica en noviembre de 1917 para analizar los testimonios y comprobar que las supuestas apariciones de María a los niños eran compatibles con la teología católica. El sacerdote del pueblo, encargado de la investigación, estaba particularmente convencido de la existencia del fenómeno solar debido a los testimonios de reporteros seculares, funcionarios gubernamentales y escépticos. Los sucesos fueron aceptados oficialmente como un milagro por la Iglesia católica el 13 de octubre de 1930, cuando el obispo José da Silva declaró al milagro «digno de creencia» y permitió oficialmente el culto a Nuestra Señora de Fátima. El 13 de octubre de 1951, el legado apostólico Federico Tedeschini dijo ante varios millones de personas que los días 30 y 31 de octubre y 1 y 8 de noviembre de 1950, el papa Pío XII había sido testigo del milagro del sol desde los jardines vaticanos. Este supuesto evento y las profecías que lo rodean han sido objeto de un profundo y duradero interés que ha tenido un impacto significativo en la devoción y prácticas de numerosos católicos.

## Cobertura por parte de la prensa

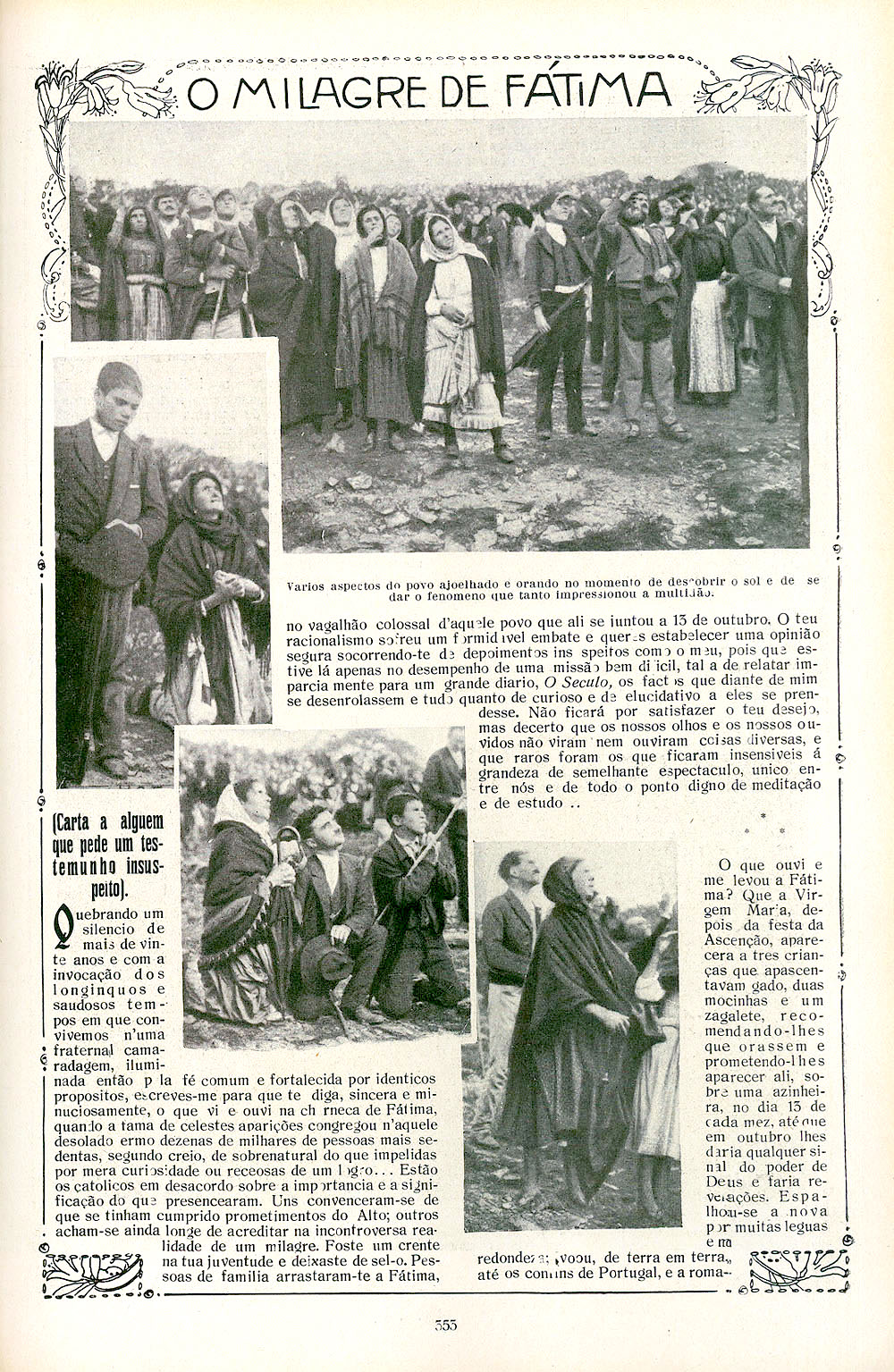
Copia fotostática de la página 353 del semanario Ilustração Portugueza n.º 610, del 29 de octubre de 1917, que presenta un artículo titulado: Carta a alguien que pide un testimonio fuera de sospecha (Carta a alguém que pede um testemunho insuspeito), ilustrado por fotografías de la multitud contemplando el llamado «Milagro del Sol», el día 13 de octubre de ese año.

Avelino de Almeida, periodista portugués ateo, uno de los más importantes de su tiempo, que escribía para O Século relató el suceso así:

La hora antigua es la que vale para esta muchedumbre, que era, según cálculos desapasionados de personas cultas y completamente extrañas a influencias místicas, de treinta a cuarenta mil personas... La manifestación milagrosa, la señal visible está a punto de producirse, afirman muchos peregrinos... Y uno asiste a un espectáculo único e increíble para aquellos que no lo han presenciado. Desde lo alto de la carretera, donde se amontonan los carros y donde se hallan centenares de personas que no han tenido aliento para adentrarse en el barro, se ve a la inmensa multitud volverse hacia el sol, que está limpio de nubes, en pleno mediodía. El astro se asemeja a un disco de plata pálida y se le puede contemplar cara a cara sin ninguna molestia. Parece un eclipse. Pero he ahí que se eleva un colosal clamor y oímos que los espectadores más próximos a nosotros exclaman: "¡Milagro! ¡Milagro! ¡Maravilla!"

Ante admirados ojos de este pueblo, cuya actitud nos traslada a los tiempos bíblicos y que, presa de espanto, descubierta la cabeza, mira hacia el cielo azul, el sol ha temblado, ha realizado unos movimientos bruscos nunca vistos, fuera de todas las leyes cósmicas; el sol "ha danzado", según la expresión típica de los campesinos...  Subido sobre el estribo del coche de Torres Novas, un anciano cuya estatura y fisonomía suave, y a la vez enérgica, recuerdas las de Paul Déroulède, reza, vuelto hacia el sol y con grandes voces, el credo, desde el principio hasta el fin.

Inmediatamente las gentes se preguntan unos a otros si han visto alguna cosa y qué es lo que han visto. La mayor parte confiesan que lo que han visto es el movimiento o la danza del sol; otros afirman haber visto el rostro sonriente de la Virgen, o juran que el sol ha dado una vuelta sobre sí mismo, como si fuese una rueda de fuegos artificio que ha descendido hasta quemar la tierra con sus rayos... Alguien dice, en fin, que ha visto cómo cambiaba sucesivamente de color...
Avelino de Almeida

## Análisis crítico
Sobre el «Milagro del Sol» de Fátima, el investigador Joe Nickell señala: "No es de extrañar, los milagros del sol han sido descritos en otras apariciones marianas - en Lubbock, Texas, en 1989; la hermana Cabrini Shrine cerca de Denver, Colorado, en 1992; Conyers, Georgia, en la primera mitad de la década de 1990". Nickell también sugiere que los efectos de "baile del sol" descritos por los testigos de Fátima pueden deberse a efectos ópticos resultantes de la distorsión temporal de la retina causada por mirar fijamente una luz tan intensa.
El profesor Auguste Meessen del Instituto de Física de la Universidad Católica de Lovaina ha declarado que los "milagros del sol" no puede ser tomados en serio y que las observaciones descritas fueron efectos ópticos causados tras mirar fijamente al sol demasiado tiempo. Meessen sostiene que las imágenes que se generan en la retina tras mirar al sol por breves períodos de tiempo son la causa más probable de los efectos observados. También afirma Meessen que los cambios de color reportados por los testigos fueron causados muy probablemente por la saturación de las células fotosensibles de la retina. Meessen indica que los "milagros del sol" han sido descritos en muchos lugares donde peregrinos religiosos habían sido alentados a mirar fijamente al sol. A ese respecto, cita las apariciones en Heroldsbach, Alemania (1949) como un ejemplo, donde observaciones similares a las de Fátima fueron presenciadas por más de 10 000 personas. Mientras Meessen sugiere posibles explicaciones psicológicas o neurológicas de las apariciones.
Meessen señala: "Es imposible ofrecer ninguna evidencia directa a favor o en contra del origen sobrenatural de las apariciones".
Las hipótesis de efectos ópticos encuentran oposición ya que no hay evidencia de que la gente en Fátima, incluso aquellos que esperaban un milagro, estuvieran mirando el sol antes de que Lucía hablara para que lo vieran. Tampoco se reportaron personas moviendo la cabeza para engañar su visión. Las personas se centraban en la encina que era donde los niños decían que la visión aparecía. Esto guarda coherencia en el contexto del suceso ya que algunos observadores informaron de otros fenómenos en visitas anteriores; describían niebla luminosa y lluvia de pétalos blancos en los alrededores y por encima de ese árbol. Por otra parte estos relatos contradicen también la hipótesis "psicológica", los espectadores no describieron tensión al acecho de algo aterrador, sino una espera para ver algo bello como en ocasiones anteriores. Un factor en contra de la teoría de "presión social" es que personas a varios kilómetros de distancia, sin influencia social o psicológica, ya que no esperaban nada, también vieron al sol danzar.
Por su parte Steuart Campbell, escribiendo en el Journal of Meteorology en 1989, postulaba que las nubes de polvo estratosférico cambiaron la apariencia solar el 13 de octubre, haciendo que fuera fácil de mirar y causando que pareciera de color amarillo, azul y violeta e incluso que pareciera que giraba. De acuerdo con este hipótesis se han descrito efectos similares en China en 1983.
Además del «Milagro del Sol», los videntes de Fátima indicaron que la aparición profetizó una gran señal en el cielo nocturno, que precedería a una segunda gran guerra. El 25 de enero de 1938 las luces brillantes de una aurora boreal aparecieron en todo el hemisferio norte, incluso en lugares tan al sur como el norte de África, las Bermudas y California. Fue el suceso más sorprendente de auroras boreales desde 1709, la gente en París y otras partes creyó que era un gran incendio y llamaron a los bomberos. Lucía, la única vidente con vida para entonces, indicó que este era el signo predicho y así lo informó a su superiora y al obispo por carta al día siguiente. Se le ha intentado vincular con que un mes más tarde, Hitler se apoderó de Austria y ocho meses después invadió Checoslovaquia. Aunque esos acontecimientos no precipitaron la guerra que comenzaría un año y medio después.[cita requerida]
El teólogo y periodista portugués Mário de Oliveira, quien fue sacerdote, ha escrito dos libros sobre el tema: el bestseller Fátima nunca más (1999) en donde denunció el aparente fraude de las apariciones, y acusó a la Iglesia de haber perpetrado un montaje y haber manipulado a los pastorcitos, y Fátima $. A. (2015), acerca del negocio del turismo religioso en el santuario. Según Oliveira «los “milagros” de Fátima fueron un instrumento perfecto para conseguir los fondos que se buscaban para restaurar las propiedades eclesiásticas y lograr que el pueblo volviera al culto» en el contexto de la secularización iniciada siete años atrás con la llegada de la República. A su vez, responsabilizó a la Iglesia de las muertes de Francisco en 1919 y Jacinta en 1920, ya que, según él «los curas animaron a los niños para que practicasen mortificaciones y penitencias absolutamente locas. Sus prolongados ayunos –que incluían la abstención de beber agua en pleno verano– hicieron que se encontrasen físicamente debilitados, incapaces de resistir las epidemias de la época. Murieron de neumonía y la pleuresía, respectivamente», y aseguró que «es un crimen de lesa humanidad que ha quedado impune».